# Kurt Maflin
Kurt Maflin (* 8. August 1983 in London) ist ein norwegischer Snookerspieler. 2001 errang er erstmals Profistatus. In den 2010er Jahren gehörte er durchgängig der Profitour an und in insgesamt 15 Jahren als Profi bis 2022 erreichte er als beste Platzierung den 21. Rang der Weltrangliste.

## Karriere

### Jugend, Jahre als Amateur und erste Profijahre
Kurt Maflin begann bereits mit sieben oder acht Jahren mit dem Snookerspielen. Mit zehn Jahren trainierte er schon fast täglich. In der Saison 2001/02 schaffte es der gebürtige Engländer über die Challenge Tour 2000/01 auf die Snooker Main Tour. Er war damals der zweitjüngste Profispieler weltweit. Bereits nach einer Saison fiel er jedoch wieder aus der Weltrangliste heraus und 2003 zog er mit Partnerin Anita Rizuti, die ebenfalls im Snooker erfolgreich ist, nach Norwegen und ließ sich in Oslo nieder.
Damit stellte er auch das Snooker zurück und gab seine Profiambitionen auf. Erst als er 2006 einen Sponsor fand, begann er wieder intensiv mit dem Sport und kämpfte sich mit Platz 1 auf der Pontin’s International Open Series 2006/07 zurück auf die Main Tour. 2006 gewann er auch noch die IBSF-Amateurweltmeisterschaft. Im Jahr darauf verpasste er knapp die Qualifikation für das Masters, er verlor das Finale gegen Barry Hawkins mit 4:6. Wenig später verpasste er erneut die Qualifikation für den Verbleib auf der Profitour, schaffte dann aber 2010 die Rückkehr durch seinen Sieg bei den EBSA International Play-Offs.

### Saison 2010/11 und 2011/12
Gleich im ersten Turnier der in der Saison 2010/11 erstmals ausgetragenen Players Tour Championship (PTC) gelang ihm in der ersten Runde das 71. offizielle Maximum Break der Snookergeschichte. Seinen größten Erfolg bei einem Profiturnier hatte er im März 2011 mit dem Erreichen der Runde der letzten 32 bei den China Open. Seine Weltranglistenposition reichte jedoch nicht für den Verbleib auf der Main Tour aus. Maflin konnte sich aber nach der Saison beim dritten Q-School-Event mit einem Sieg über Martin O’Donnell sofort wieder einen Platz unter den Profis sichern.
Bestes Ergebnis der Folgesaison war das Achtelfinale beim PTC-Turnier in Fürstenfeldbruck, dreimal erreichte er bei den kleinen Turnieren Runde 3. Beim Shanghai Masters und den Welsh Open stand er jeweils unter den letzten 48. Zwar stieg er damit bis auf Platz 74 der Weltrangliste, was aber nicht für den Tourverbleib reichte.

### Saison 2012/13
Nur dank der PTC Order of Merit blieb er in der Saison 2012/13 darauf Profi. Beim Wuxi Classic kam er zu Beginn der nächsten Saison wieder unter die letzten 48, bevor ihm bei den Gdynia Open 2012 erstmals der Sprung ins Viertelfinale gelang. Bei einem weiteren PTC-Turnier, den Scottish Open 2012, erzielte er das zweite offizielle Maximum Break seiner Karriere und der Achtelfinaleinzug. Beim ersten Turnier im Jahr 2013, den Munich Open, besiegte er den ehemaligen Weltmeister Neil Robertson in einem dramatischen Match mit 4:3, nachdem er bereits mit 0:3 zurückgelegen hatte. Nach einem weiteren Sieg im Achtelfinale über Liam Highfield unterlag er in seinem zweiten Viertelfinale Rod Lawler mit 3:4. Damit sicherte er sich auch die Teilnahme an den PTC Grand Finals. Nach Siegen über Ken Doherty, Rod Lawler und Ben Woollaston erreichte er erstmals das Halbfinale eines Weltranglistenturniers, in dem er Ding Junhui 0:4 unterlag. Zuvor hatte er es beim Shoot-Out-Sonderformat, das allerdings nicht für die Weltrangliste zählte, erstmals unter die letzten Acht geschafft. Beim German Masters 2013 gelang ihm der Einzug ins Achtelfinale. Schließlich überstand er am Saisonende bei der Weltmeisterschaft erstmals eine Hauptqualifikationsrunde gegen Craig Steadman. Anschließend besiegte er auch noch Steve Davis mit 10:7 und nur eine knappe 8:10-Niederlage gegen Peter Ebdon verhinderte den Einzug in die Finalrunde im Crucible Theatre. Er schloss die Saison 2012/13 als Nummer 64 der Weltrangliste ab und blieb damit erstmals automatisch auf der Main Tour.

### Saison 2013/14 und 2014/15
Das Jahr darauf startete er meist mit einem oder zwei Siegen pro Turnier, erstes besseres Ergebnis war der Achtelfinaleinzug bei der International Championship nach einem Sieg über Mark Williams. Anschließend kam er auch bei zwei PTC-Turnieren, dem Kay Suzanne Memorial Cup und den Antwerp Open unter die letzten 16. Beim Shoot-Out stoppte ihn erst Ryan Day im Viertelfinale. Mit zwei weiteren Achtelfinals bei Weltranglistenturnieren setzte er seinen Aufstieg in der Rangliste fort. Beim German Masters 2014 gelang ihm dabei ein Sieg über den Weltranglistenzweiten Mark Selby, bei den World Open besiegte er unter anderem Allister Carter und Joe Perry. Mit zwei Auftaktsiegen bei den China Open und der Weltmeisterschaft kam er zum Saisonende bis auf zwei Plätze an die Top 32 heran. In der Snooker-Saison 2014/15 blieben bis auf ein Achtelfinale bei den Yixing Open erst einmal die Erfolge aus. Einzelne Siege brachten zwar zusätzliche Punkte, die ihn zwischenzeitlich auf Platz 31 brachten. Auch erreichte er bei den Lisbon Open noch einmal das Achtelfinale. Aber nach einer Serie von Auftaktniederlagen fiel er vor den letzten beiden Turnieren der Saison wieder deutlich zurück. Bei den China Open kam er dann aber nach Siegen unter anderem über Ali Carter und Shaun Murphy zum zweiten Mal in seiner Karriere bis ins Halbfinale. Mark Selby verhinderte dann seinen Finaleinzug. Anschließend setzte er bei der WM seinen Erfolg fort. Er siegte gegen Steve Davis in dessen letzter regulären Profisaison mit 10:1 und kämpfte sich gegen Fergal O’Brien in einem Match, das 71:61 im Entscheidungsframe endete, erstmals in die WM-Endrunde. Bei seinem ersten Auftritt im Crucible traf er erneut auf Mark Selby. Nach 4:8-Rückstand startete er eine Aufholjagd und stand mit 9:8 nur einen Frame vor dem Sieg. Doch Titelverteidiger Selby konnte die nächsten beiden Frames und damit das Match gewinnen. In der Endabrechnung der Saison stand der Norweger damit wieder auf Platz 37.

### Saison 2015/16
Die Saison 2015/16 verlief dann wieder durchwachsen und er erreichte nur dreimal die Runde der letzten 32. Besser lief es nur beim German Masters, wo er nach einem Sieg über Marco Fu ins Achtelfinale kam. Das Erreichen der dritten Runde bei der WM, wo Robert Milkins seinen zweiten Crucible-Einzug verhinderte, rettete ihm noch Platz 50 in der Weltrangliste. Besser verlief das Folgejahr. Beim World Open erreichte er sein erstes hochdotiertes Achtelfinale. Bei drei weiteren Turnieren kam er wieder unter die letzten 32, bevor bei den Northern Ireland Open das zweite Achtelfinale folgte. Bei den Welsh Open erreichte er mit dem Viertelfinale sein drittbestes Karriereergebnis. Bis auf Platz 38 arbeitete er sich dadurch wieder nach oben, das frühe Aus bei den China Open und der Weltmeisterschaft machten das aber wieder zunichte, so dass er zum Saisonende mit Platz 52 in der Rangliste stagnierte.

### Saison 2016/17
Die Saison 2016/17 fing wieder durchwachsen an. Bei den Riga Masters 2016 und bei den Indian Open 2016 scheiterte er in der Qualifikation. Erst bei den World Masters verlief es deutlich besser: Nach dem 5:1-Sieg über David John in der Qualifikation besiegte Maflin Michael White (mit 5:4) und Xiao Guodong (mit 5:0). Er scheiterte im Achtelfinale an Shaun Murphy, der ihn mit 1:5 besiegte. Bei den World Open schaffte er auch ein Century.
Bei den Shanghai Masters zeigte Maflin ebenso gute Leistungen. In der Qualifikation besiegte er Yan Bingtao mit 5:4, Rod Lawler mit 5:0 und auch Mark Davis mit 5:4. In der Ersten Hauptrunde verlor er dann mit 1:5 gegen Allister Carter.
Nach den beiden Erfolgen folgte wieder eine schlechtere Zeit. Bei den European Masters scheiterte Maflin nach einem 4:1-Sieg über Jason Weston in der 2. Qualifikationsrunde an Michael Holt. Der Engländer besiegte Maflin mit 0:4. Bei den English Open 2016 unterlag Maflin in der Ersten Runde Ryan Day mit 1:4, beim International Championship verlief es für Maflin aber wieder besser: In der Qualifikationsrunde besiegte er Sanderson Lam mit 6:4, in der Ersten Runde dann Matthew Selt mit 6:2. Maflin scheiterte in der Zweiten Runde mit 4:6 an Ronnie O’Sullivan.
Auch beim Northern Ireland Open 2016 war Maflin überdurchschnittlich gut. Er besiegte in den ersten drei Runden Zhang Yong mit 4:2, Alex Borg und Josh Boileau mit jeweils 4:1. Maflin scheiterte im Achtelfinale an Mark King, der ihn mit 2:4 besiegte. Beim UK Championship 2016 verlor Maflin gegen Ryan Day mit 2:6 in der Zweiten Runde, nachdem Maflin in der Ersten Runde Allan Taylor mit 6:0 besiegt hatte. Ebenso scheiterte Maflin bei den Scottish Open in der Zweiten Runde, diesmal an Daniel Wells mit 1:4. In der Ersten Runde hatte er Sam Craigie mit 4:1 besiegt.
Bei den German Masters scheiterte Maflin schon in der Ersten Qualifikationsrunde mit 3:5 an Joe Perry. Bei den Welsh Open zeigte sich Maflin dagegen wieder von der besten Seite. Er besiegte Fang Xiongman mit 4:1, James Wattana mit 4:3, Mitchell Mann mit 4:2 und Yan Bingtao mit 4:1. Maflin scheiterte erst im Viertelfinale an Robert Milkins mit 2:5. Während der 5 Spiele konnte Maflin 2 Century’s machen. Beim Snooker Shoot-Out verlor Maflin mit 26:47 an Darryl Hill in der Ersten Runde.
Bei den China Open 2017 gewann Maflin sein Qualifikationsspiel gegen Adam Duffy mit 5:1, verlor dann aber in der Ersten Runde mit 3:5 gegen Ben Woollaston. Dieser Negativtrend setzte sich bei der Snookerweltmeisterschaft 2017 fort, als Sydney Wilson Kurt Maflin mit 6:10 in der Ersten Qualifikationsrunde besiegte. Maflin beendete das Jahr auf Ranglistenposition 52.

### Saison 2017/18
Die Saison 2017/18 fing für Kurt Maflin gut an. Bei den Riga Masters 2017 gewann er völlig überraschend sein Qualifikationsspiel mit 4:3 gegen Martin Gould. Auch in der Ersten Hauptrunde blieb Maflin mit einem 4:3-Sieg über Alan McManus siegreich, verlor dann aber in der darauffolgenden Runde mit 2:4 gegen Jimmy White. Beim World Cup 2017 trat er gemeinsam mit Christopher Watts für Norwegen an und belegte, punktgleich mit Finnland, den letzten Platz der Gruppe A. Beim China Championship gewann Maflin sein Qualifikationsspiel mit 5:3 gegen Thor Chuan Leong sowie sein Erstrundenspiel mit 5:0 gegen Michael Georgiou. Seine Siegesserie endete in der Zweiten Hauptrunde mit einer 2:5-Niederlage gegen Fergal O’Brien. Das Gleiche wiederholte sich auch bei den Indian Open 2017: Er gewann sein Qualifikationsspiel gegen James Wattana mit 4:2, sein Erstrundenspiel mit 4:2 gegen Zhou Yuelong und scheiterte wieder in der Zweiten Runde mit 3:4 gegen David Gilbert.
Nach einem guten Saisonstart verlor Maflin sein Qualifikationsspiel bei den World Open 2017 gegen den walisischen Spieler Duane Jones. Auch bei den European Masters verlor Muflin sein Qualifikationsspiel mit 2:4 gegen Mark King. Bei den English Open 2017 verlor Muflin sein erstes Spiel, diesmal mit 2:4 gegen Thepchaiya Un-Nooh.
Beim International Championship lief es für Maflin etwas besser. Er gewann sein Qualifikationsspiel mit 6:2 gegen Joe Swail, verlor dann aber sein Erstrundenspiel knapp mit 5:6 gegen Ryan Day. Beim Shanghai Masters 2017 lief es nochmals besser: Er besiegte in der Qualifikation Peter Lines mit 5:4 und zog dann durch Siege über Lee Walker (5:4), Yu Delu (5:3) und Mei Xiwen (5:2) bis ins Viertelfinale, wo er Jack Lisowski mit 3:5 unterlag. Während des Turnieres spielte er 3 Breaks mit über 100 Punkten, darunter auch ein 135-Break.
Auch bei den Northern Ireland Open 2017 konnte Maflin hohe Breaks verzeichnen, u. a. ein 140er-Break. Er besiegte den besser gesetzten Andrew Higginson und scheiterte mit 2:4 am späteren Halbfinalisten Elliot Slessor. Beim UK Championship 2018 konnte Maflin durch Siege über Alexander Ursenbacher und Jimmy White bis in die dritte Runde vordringen, wo er mit 3:6 an Joe Perry scheiterte. Bei den Scottish Open 2017 verzeichnete er eine heftige 0:4-Niederlage gegen Mei Xiwen, auch bei den German Masters 2018 verlor er in der ersten Qualifikationsrunde mit 4:5, diesmal gegen Josh Boileau. Diese Reihe an Niederlagen setzte sich beim Snooker Shoot-Out 2018 fort, indem er mit 17:27 nach Punkten an Jak Jones scheiterte. Immerhin konnte er bei den Welsh Open 2018 Whitewash gegen Jimmy Robertson verzeichnen, ehe er mit 1:4 an Sam Craigie scheiterte.
Bei den Gibraltar Open 2018 profitierte er von dem Verzicht von Stephen Maguire, verlor aber in der darauffolgenden Runde mit 0:4 gegen den Weltmeister von 1997, Ken Doherty. Beim vorletzten Saisonturnier, den China Open 2018 verlor er im Decider gegen Yan Bingtao.
Die Qualifikation für die Snookerweltmeisterschaft 2018 endete für ihn in der 2. Runde, indem Chris Wakelin ihn mit 10:4 besiegte.
2022 verlor er seinen Profistatus.